# Lugano
Lugano é uma comuna da Suíça, no Cantão Tessino, do qual é a maior cidade, com cerca de 65 015 habitantes, embora a capital do cantão seja Bellinzona. Estende-se por uma área de 75,81 km², de densidade populacional de 857,6 hab/km². Confina com as seguintes comunas: Arogno, Bioggio, Campione d'Italia (IT-CO), Canobbio, Collina d'Oro, Grancia, Lanzo d'Intelvi (IT-CO), Massagno, Melide, Muzzano, Paradiso, Porza, Savosa, Sorengo, Valsolda (IT-CO), Vezia.
A língua oficial nesta comuna é o italiano.
A cidade é banhada pelo Lago de Lugano (ou Ceresio).

## Educação
Lugano acolhe numerosas escolas e universidades:
- Universidade de Lugano (USI)
- Istituto Dalle Molle di Studi sull'Intelligenza Artificiale (IDSIA)
- Franklin University Switzerland
- The American School In Switzerland
- Scuola universitaria professionale della Svizzera italiana (SUPSI)
- Centro Svizzero di Calcolo Scientifico
- Lugano Monte Brè